# Wyszyński (herb baronowski)
Wyszyński Baron – polski herb baronowski, odmiana herbu Trzywdar nadany wraz z tytułem w Galicji.

## Opis herbu
Opis stworzony zgodnie z klasycznymi zasadami blazonowania:
W polu czerwonym krzyż potrójny srebrny złączony w środku, dolny bez prawego ramienia, między krzyżami po gwieździe złotej. Na tarczy korona baronowska, opleciona sznurem pereł, nad którą hełm koronie z klejnotem: pięć trzy pióra strusie, srebrne, czerwone i złote. Labry: czerwone, z prawej podbite srebrem, z lewej podbite złotem.

## Najwcześniejsze wzmianki
Nadanie tytułu barona Galicji i krajów dziedzicznych Andrzejowi Wyszyńskiemu 4 czerwca 1782. Podstawą nadania tytułu były: patent szlachectwa z 1775 roku, liczne godności i honory rodziny obdarowanego, zasługi dla przemysłu, wywód szlachectwa przed komisją magnatów, pełniony urząd łowczego chełmskiego, domicyl i udział w deputacji składającej homagium Marii Teresie w 1773 roku.

## Herbowni
Jedna rodzina herbownych:
freiherr von Wyszyński.